# Coal Creek (condado de Fremont, Colorado)
Coal Creek es un pueblo ubicado en el condado de Fremont en el estado estadounidense de Colorado. En el año 2010 tenía una población de 343 habitantes y una densidad poblacional de 137,2 personas por km².

## Geografía
Coal Creek se encuentra ubicada en las coordenadas 38°21′38″N 105°8′47″O / 38.36056, -105.14639. Según la Oficina del Censo de los Estados Unidos, Coal Creek tiene una superficie total de 3.29 km², de la cual 3.29 km² corresponden a tierra firme y (0%) 0 km² es agua.

## Demografía
Según la Oficina del Censo en 2000 los ingresos medios por hogar en la localidad eran de $26,563, y los ingresos medios por familia eran $29,583. Los hombres tenían unos ingresos medios de $17,500 frente a los $21,250 para las mujeres. La renta per cápita para la localidad era de $12,563. Alrededor del 18.6% de la población estaba por debajo del umbral de pobreza.
Según el censo de 2010, había 343 personas residiendo en Coal Creek. La densidad de población era de 104,11 hab./km². De los 343 habitantes, Coal Creek estaba compuesto por el 94.46% blancos, el 0% eran afroamericanos, el 0.58% eran amerindios, el 0.29% eran asiáticos, el 0% eran isleños del Pacífico, el 1.46% eran de otras razas y el 3.21% pertenecían a dos o más razas. Del total de la población el 5.25% eran hispanos o latinos de cualquier raza.